# Wouter Weylandt
Wouter Weylandt (Gand, 27 settembre 1984 – Mezzanego, 9 maggio 2011) è stato un ciclista su strada belga.
Passato professionista nel 2005, morì in seguito a una caduta durante la terza tappa del Giro d'Italia 2011.

## Carriera
Professionista dal 2005 con la Quick Step, dopo aver trascorso un anno da stagista nella stessa squadra, Weylandt è costretto a rinviare il suo debutto, inizialmente previsto in gennaio al Tour Down Under, a causa di una mononucleosi. Solo a fine stagione può tornare a correre, vincendo la sua prima corsa da professionista, il Grand Prix Briek Schotte, il 13 settembre 2005.
Nel 2006 corre la sua prima stagione completa da professionista, facendo emergere le sue qualità da velocista. Pur non ottenendo alcuna vittoria di rilievo, in quell'anno mostra una buona regolarità nelle volate, ottenendo diversi piazzamenti, utili per vincere la classifica a punti del Giro di Polonia.
Nonostante il poco spazio concessogli dagli ordini di scuderia (dall'inizio della sua carriera è uno degli uomini del "treno" di Tom Boonen), negli anni successivi Weylandt riesce ad ottenere alcune vittorie di rilievo, tra cui una tappa del Giro del Belgio ed una dell'Eneco Tour nel 2007, e la 16ª tappa della Vuelta a España del 2008, in cui si impone in volata su Matti Breschel ed Aljaksandr Usaŭ. Il 10 maggio 2010 vince anche l'ultima tappa olandese del Giro d'Italia, a Middelburg, ove si impone in uno sprint ristretto.
Nel 2011 si trasferisce nella neonata formazione lussemburghese Leopard-Trek. Il 9 maggio dello stesso anno, nel corso della terza tappa del Giro d'Italia 2011, è vittima di una grave caduta lungo la discesa sul versante ligure del Passo del Bocco, in frazione Isola di Borgonovo di Mezzanego: mentre il gruppo sta avanzando a forte velocità (oltre 70 km/h), Weylandt tocca accidentalmente con un pedale un muretto a bordo strada, venendo sbalzato in avanti per una decina di metri e cadendo scompostamente sull'asfalto. Nonostante l'intervento immediato dei sanitari, che per circa quaranta minuti tentano la rianimazione, Weylandt di fatto (come successivamente confermato dal medico di gara, dottor Giovanni Tredici) muore sul colpo. L'indomani la quarta tappa, con arrivo a Livorno, viene neutralizzata in segno di cordoglio; all'arrivo sfilano per primi i corridori Leopard e l’amico Tyler Farrar, che subito dopo abbandonano la competizione. Nei giorni successivi, oltre agli omaggi dei tifosi lungo le strade percorse dalla carovana, anche l'organizzazione del Giro provvede a onorare la memoria dello sfortunato atleta: sul palco della premiazione finale in Piazza Duomo a Milano viene fatta campeggiare la scritta 108 WW Always With Us (108 era il numero indossato da Weylandt) e la fascia rosa sull'asfalto dopo la linea del traguardo della crono finale reca la scritta WW 108. Negli anni successivi, l'organizzazione del Giro d'Italia ha deciso, in suo onore, di ritirare il dorsale numero 108; la terza tappa del Giro d'Italia 2012 è stata inoltre dedicata a Weylandt.
Dopo i funerali, officiati il 18 maggio 2011, Weylandt ha ricevuto sepoltura nella natia Gand.

## Palmarès
- 2005 (Quickstep, una vittoria)

Grand Prix Briek Schotte
- 2007 (Quickstep, cinque vittorie)

3ª tappa Tre Giorni delle Fiandre Occidentali (Ichtegem > Ichtegem)
Ronde van het Groene Hart
1ª tappa Giro del Belgio (Ostenda > Ostenda)
2ª tappa Ster Elektroter (Schijndel > Nuth)
4ª tappa Eneco Tour (Maldegem > Terneuzen)
- 2008 (Quickstep, tre vittorie)

Nokere Koerse
17ª tappa Vuelta a España (Zamora > Valladolid)
Omloop van de Vlaamse Scheldeboorden
- 2009 (Quickstep, due vittorie)

Le Samyn
3ª tappa Tre Giorni delle Fiandre Occidentali (Ichtegem > Ichtegem)
- 2010 (Quickstep, due vittorie)

3ª tappa Giro d'Italia (Amsterdam > Middelburg)
4ª tappa Circuit Franco-Belge (Mons > Tournai)

### Altri successi
- 2006 (Quickstep)

Classifica punti Tour de Pologne
Grand Prix de Vichte (Kermesse)
- 2007 (Quickstep)

Classifica giovani Tre Giorni delle Fiandre Occidentali
Heusden-Destelbergen (Kermesse)
Wetteren (Derny)
- 2008 (Quickstep)

Heist-op-den-Berg (Derny)
1ª tappa Tour of Qatar (Doha, cronosquadre)
Drongen (Derny)
- 2009 (Quickstep)

Gullegem (Circuito)
- 2010 (Quickstep)

Gullegem (Circuito)
Profkoers Sint-Niklaas (Circuito)
Heusden O-Vlaanderen (Circuito)

## Piazzamenti

### Grandi giri
- Giro d'Italia

2010: ritirato (12ª tappa)
2011: defunto (3ª tappa)
- Vuelta a España

2008: 121º
2010: 146º